# Anolyn Lulu
Anolyn Lulu (ur. 3 stycznia 1979 w Maewo) – reprezentantka Vanuatu w tenisie stołowym kobiet, olimpijka.
Zawodniczka reprezentowała swój kraj na igrzyskach w Londynie, brała udział w zawodach tenisa stołowego - odpadła w eliminacjach.
Obecnie zajmuje 478. miejsce w światowym, 12. w oceańskim i 3. w narodowym rankingu ITTF.